# (5296) Friedrich
(5296) Friedrich es un asteroide perteneciente al cinturón de asteroides, descubierto el 17 de octubre de 1960 por Cornelis Johannes van Houten en conjunto a su esposa también astrónoma Ingrid van Houten-Groeneveld y el astrónomo Tom Gehrels desde el Observatorio del Monte Palomar, Estados Unidos.

## Designación y nombre
Designado provisionalmente como 9546 P-L. Fue nombrado Friedrich en honor al pintor alemán Caspar David Friedrich, de la escuela romántica. La mayor parte de su trabajo tiene una expresión melancólica pacífica.

## Características orbitales
Friedrich está situado a una distancia media del Sol de 3,120 ua, pudiendo alejarse hasta 3,477 ua y acercarse hasta 2,762 ua. Su excentricidad es 0,114 y la inclinación orbital 2,839 grados. Emplea 2013,06 días en completar una órbita alrededor del Sol.
Los próximos acercamientos a la órbita de Júpiter se producirán el 3 de julio de 2072, el 18 de agosto de 2082 y el 9 de octubre de 2092, entre otros.

## Características físicas
La magnitud absoluta de Friedrich es 12,2. Tiene 19,266 km de diámetro y su albedo se estima en 0,061.